# Harold L. Moses
Harold L. Moses  ist ein Pathologe und Krebsforscher an der Vanderbilt University in Nashville, Tennessee.
Moses gilt als Experte auf dem Gebiet der Wachstumsfaktoren und Tumorsuppressoren. Er befasst sich vor allem mit der Rolle des TGF-β bei der Hemmung des Wachstums von Krebszellen. Er konnte unter anderem zeigen, dass der Verlust des TGF-β-Signalwegs bei bestimmten Fibroblasten die Krebsentwicklung in benachbarten Epithelien begünstigt.
Moses erwarb 1958 am Berea College in Berea, Kentucky, einen ersten Studienabschluss und 1962 an der Vanderbilt University in Nashville, Tennessee, einen M.D. als Abschluss des Medizinstudiums. Hier absolvierte er auch seine Facharztausbildung in Pathologie. Als Forschungsassistent war er an den National Institutes of Health in Bethesda, Maryland, bevor er fünf Jahre lang zum Lehrkörper der Vanderbilt University gehörte. Anschließend war er zwölf Jahre lang – davon von 1979 bis 1985 als Lehrstuhlinhaber für Zellbiologie – an der Mayo Medical School in Rochester, Minnesota. Seit 1985 war Moses in gleicher Position wieder an der Vanderbilt University. Seit 1993 hatte er (bis 2000 zusätzlich) ebendort eine Professur für Onkologie inne. Von 1993 bis 2005 war er Gründungsdirektor des Vanderbilt-Ingram Cancer Center. Seit 2005 ist er Professor für Molekularonkologie, seit 2012 ist er geschäftsführender Leiter der Abteilung für Krebsbiologie.
1991/92 war Moses Präsident der American Association for Cancer Research, die ihm 2013 ihren AACR Award for Lifetime Achievement in Cancer Research verlieh. Seit 2003 ist er Mitglied des Institute of Medicine, seit 2017 Fellow der American Association for the Advancement of Science
An der Vanderbilt University gibt es ihm zu Ehren einen Harold L. Moses Chair in Cancer Research, aktueller Stelleninhaber (Stand 2025) ist Yu Shyr.